# Cardiodactylus nigris
Cardiodactylus nigris är en insektsart som beskrevs av Bhowmik 1981. Cardiodactylus nigris ingår i släktet Cardiodactylus och familjen syrsor. Inga underarter finns listade i Catalogue of Life.